# 2012. február 18-i konzisztórium
A 2012. február 18-i konzisztóriumot XVI. Benedek pápa hívta össze január 6-án. Összesen 22 új bíborost kreált, közülük 18 pápaválasztó (80 év alatti), valamint kihirdette 7 boldog szenttéavatási határozatát.

## Kinevezett bíborosok
| Nº                         | Ország                 | Név                             | Életkor                | Hivatal                                                                                 |
| Pápaválasztó bíborosok     | Pápaválasztó bíborosok | Pápaválasztó bíborosok          | Pápaválasztó bíborosok | Pápaválasztó bíborosok                                                                  |
| -------------------------- | ---------------------- | ------------------------------- | ---------------------- | --------------------------------------------------------------------------------------- |
| 1                          | Olaszország            | Fernando Filoni                 | 65                     | a Népek Evangelizációjának Kongregációja prefektusa                                     |
| 2                          | Portugália             | Manuel Monteiro de Castro       | 73                     | az Apostoli Penitenciária főpenitenciáriusa                                             |
| 3                          | Spanyolország          | Santos Abril y Castelló         | 76                     | a Santa Maria Maggiore-bazilika főpapja és az Apostoli Kamara kamarás-helyettese        |
| 4                          | Olaszország            | Antonio Maria Vegliò            | 74                     | a Vándorlók és Útonlevők Pápai Tanácsa elnöke                                           |
| 5                          | Olaszország            | Giuseppe Bertello               | 69                     | a Vatikánvárosi Állam Kormányzóságának és a Vatikánvárosi Állam Pápai Bizottsága elnöke |
| 6                          | Olaszország            | Francesco Coccopalmerio         | 73                     | a Törvényszövegek Pápai Tanácsa elnöke                                                  |
| 7                          | Brazília               | João Bráz de Aviz               | 64                     | a Megszentelt Élet Intézményei és Apostoli Élet Társaságai Kongregáció prefektusa       |
| 8                          | Egyesült Államok       | Edwin Frederick O’Brien         | 72                     | a Jeruzsálemi Szent Sír Lovagrend nagymester-helyettese                                 |
| 9                          | Olaszország            | Domenico Calcagno               | 69                     | az Apostoli Szék Vagyonkezelőségének elnöke                                             |
| 10                         | Olaszország            | Giuseppe Versaldi               | 68                     | a Szentszék Gazdasági Ügyek Prefektúrájának elnöke                                      |
| 11                         | India                  | George Alencherry               | 66                     | az Ernakulam–Angamaly szír-malabár főegyházmegye nagyérseke                             |
| 12                         | Kanada                 | Thomas Christopher Collins      | 65                     | a Torontói főegyházmegye érseke                                                         |
| 13                         | Csehország             | Dominik Jaroslav Duka O.P.      | 68                     | a Prágai főegyházmegye érseke                                                           |
| 14                         | Hollandia              | Willem Jacobus Eijk             | 58                     | az Utrechti főegyházmegye érseke                                                        |
| 15                         | Olaszország            | Giuseppe Betori                 | 64                     | a Firenzei főegyházmegye érseke                                                         |
| 16                         | Egyesült Államok       | Timothy Michael Dolan           | 62                     | a New York-i főegyházmegye érseke                                                       |
| 17                         | Németország            | Rainer Maria Woelki             | 55                     | a Berlini főegyházmegye érseke                                                          |
| 18                         | Kína                   | John Tong Hon                   | 72                     | a Hongkongi egyházmegye püspöke                                                         |
| Nem pápaválasztó bíborosok |                        |                                 |                        |                                                                                         |
| 19                         | Románia                | Lucian Mureşan                  | 80                     | a Fogaras-Gyulafehérvári görögkatolikus főegyházmegye nagyérseke                        |
| 20                         | Belgium                | Julien Ries                     | 91                     | a Leuveni Katolikus Egyetem nyugalmazott professzora                                    |
| 21                         | Málta                  | Prospero (Stanley) Grech O.S.A. | 86                     | a római egyetemek nyugalmazott professzora                                              |
| 22                         | Németország            | Karl Josef Becker S.J           | 83                     | a Pápai Gergely Egyetem nyugalmazott professzora                                        |

### Szenttéavatási határozatok
- Giacomo Berthieu jezsuita vértanú
- Pedro Calungsod laikus katekéta és vértanú
- Giovanni Battista Piamarta pap és rendalapító
- Maria Del Monte Carmelo (született: Maria Carmela Sallés y Barangueras) rendalapító
- Maria Anna Cope szerzetes
- Caterina Tekakwitha laikus
- Anna Schäffer laikus

A pápa elrendelte, hogy 2012. október 21-én kerüljenek be a szentek névsorába.